# 251 Menlove Avenue
Le 251 Menlove Avenue, aussi nommé « Mendips », est la maison d'enfance de John Lennon, fondateur des Beatles. Rachetée par Yoko Ono, elle a été rénovée et appartient désormais au National Trust. Elle a également donné son nom à un album posthume de Lennon et figure sur la pochette du single Live Forever du groupe anglais Oasis.

## Histoire
Le 251 Menlove Avenue est une maison construite en duplex dans les années 1930 dans le quartier de Woolton, à Liverpool. Dans les années 1940, elle est le lieu de résidence de George Toogood Smith et de son épouse Mimi Smith, sœur de Julia Lennon. Après la séparation de celle-ci avec son époux, Alfred Lennon, Mimi demande à obtenir la garde de leur fils John , Julia ne pouvant s'en occuper. C'est ainsi que John Lennon vient vivre à « Mendips » de 1945 à 1963.
Mimi quitta la maison l'année suivante pour s'installer dans un pavillon payé par son neveu. Contrairement à la maison d'enfance de Paul McCartney, le 251 Menlove Avenue n'est pas acquis par le National Trust. Pour contrer cet état de fait, Yoko Ono la rachète en 2002, pour ensuite l'offrir au National Trust qui s'occupe de la rénover dans l'état qui était le sien dans les années 1950. Elle est ouverte au public en 2003 et classée « Grade II listed building » en 2012.

## Postérité
Yoko Ono a intitulé le deuxième album posthume de John Lennon Menlove Ave. en référence à « Mendips ». La maison apparaît également sur la pochette du single Live Forever du groupe Oasis.